# Panzerregiment 201
Het Panzerregiment 201 was een Duits tankregiment van de Wehrmacht tijdens de Tweede Wereldoorlog.

## Krijgsgeschiedenis
Panzerregiment 201 werd opgericht op 1 december 1940 in Parijs onder auspiciën van Wehrkreis V.
Het regiment kreeg eerst de beschikking over buitgemaakte Franse tanks. Het regiment werd op 1 maart 1941 toegewezen aan de nieuwe Panzerbrigade 100. Tussen oktober en eind december werd het regiment uitgerust met Duitse tanks. Op 11 december 1941 werd het regiment vervolgens toegewezen aan de 23e Pantserdivisie en bleef dat gedurende zijn verdere bestaan.
Het regiment werd op 16 augustus 1943 in Polen omgedoopt in Panzerregiment 23.

## Samenstelling bij oprichting
- I. Abteilung met 3 compagnieën (1-3)
- II. Abteilung met 3 compagnieën (4-6)
- 7. schwere compagnie

## Wijzigingen in samenstelling
Op 7 maart 1941 werd de II. Abteilung naar Noorwegen overgeplaatst als Pz.Abt. 211. Een nieuwe II. Abteilung werd meteen weer gevormd op 22 maart door opnemen en omdopen van Pz.Abt. 301.

Op 4 juni 1941 werd de 7.(schw.) Kp. afgegeven aan Pz.Abt. (F) 102 en vervolgens op 1 augustus 1941 een nieuwe 7e compagnie gevormd als P/.Jg.Kp.

Op 2 februari 1942 volgde de vorming van een III. Abteilung, beide andere Abteilungen gaven daarvoor een compagnie af (resp. de 3e en 7e).

Op 5 maart 1943 werd de III. Abteilung weer opgeheven en de II. Abteilung werd naar Erlangen gestuurd voor omvorming tot een Panther-Abteilung.

De gepantserde Gruppe 204 van de 22e Pantserdivisie werd op 9 april 1943 ingevoegd.

## Opmerkingen over schrijfwijze
- Abteilung is in dit geval in het Nederlands een tankbataljon.
- II./Pz.Rgt. 201 = het 2e Tankbataljon van Panzerregiment 201

## Commandanten
| Rang           | Naam                        | Begin            | Eind             |
| -------------- | --------------------------- | ---------------- | ---------------- |
| Oberstleutnant | Wilhelm Conze               | 1 december 1940  |                  |
| Oberst         | Max Werner-Ehrenfeucht      | 1 februari 1941  | 14 mei 1942      |
| Oberstleutnant | Soltmann                    | 14 mei 1942      |                  |
| Oberst         | Karl-August Pochat          | juni 1942        | 30 juni 1942 †   |
| Oberst         | Burmeister                  | 3 juli 1942      | 13 oktober 1942  |
| Oberst         | Max Werner-Ehrenfeucht      | oktober 1942     | 15 november 1942 |
| Oberstleutnant | Georg-Hennig von Heydebreck | 15 november 1942 | 10 januari 1943  |
| Oberstleutnant | Joachim Sander              | 10 januari 1943  | 16 augustus 1943 |

Oberst Werner-Ehrenfeucht raakte gewond op 14 mei 1942 en werd tijdelijk vervangen door de commandant van II. Abteilung, Oberstleutnant Soltmann.

Oberst Pochat sneuvelde in zijn Panzerbefehlswagen bij Nesternoye door een granaatsplinter. In de eerste dagen van juli 1942 namen de commandanten van I. en II. Abteilung (Oberstleutnanten von Heydebreck en Soltmann) tijdelijk waar. Oberst Burmeister was officieel vanaf 3 juli commandant, maar kwam pas iets later aan.

Major Illig, commandant van III. Abteilung, nam ook tijdelijk in oktober/november 1942 het bevel waar.
Panzerregiment 1 · Panzerregiment 2 · Panzerregiment 3 · Panzerregiment 4 · Panzerregiment 5 · Panzerregiment 6 · Panzerregiment 7 · Panzerregiment 8 · Panzerregiment 9 · Panzerregiment 10 · Panzerregiment 11 · Panzerregiment 15 · Panzerregiment 16 · Panzerregiment 17 · Panzerregiment 18 · Panzerregiment 21 · Panzerregiment 22 · Panzerregiment 23 · Panzerregiment 24 · Panzerregiment 25 · Panzerregiment 26 · Panzerregiment 27 · Panzerregiment 28 · Panzerregiment 29 · Panzerregiment 31 · Panzerregiment 33  · Panzerregiment 35 · Panzerregiment 36 · Panzerregiment 39 · Panzerregiment 69 · Panzerregiment 80 · Panzerregiment 100 · Panzerregiment 101 · Panzerregiment 102 · Panzerregiment 116 · Panzerregiment 118 · Panzer-Lehr-Regiment 130 · Panzerregiment 201 · Panzerregiment 202 · Panzerregiment 203 · Panzerregiment 204 · Schweres Panzer-Regiment Bäke · Panzerregiment Brandenburg · Panzerregiment Coburg · Panzerregiment Feldherrnhalle · Panzerregiment Feldherrnhalle 2 · Panzerregiment Hermann Göring · Panzerregiment Großdeutschland · Panzerregiment Kurmark · Panzerregiment von Lauchert · Panzerregiment Major Rettemeier · Fallschirm-Panzerregiment 1 · Fallschirm-Panzerregiment 21 · SS-Panzerregiment 1 LSSAH · SS-Panzerregiment 2 · SS-Panzerregiment 3 · SS-Panzerregiment 5 · SS-Panzerregiment 9 · SS-Panzerregiment 10 · SS-Panzerregiment 11 · SS-Panzerregiment 12